# Paralelo 52 N
O Paralelo 52 N é o paralelo no 52° grau a norte do plano equatorial terrestre.
A esta latitude o Sol é visível durante 16 horas e 44 minutos durante o solstício de verão e durante 7 horas e 45 minutos durante o solstício de inverno.
Começando pelo Meridiano de Greenwich e tomando a direção leste, o paralelo 52° Norte passa por:
| País, território ou mar | Notas |
| ----------------------- | --- |
| Reino Unido             | Inglaterra |
| Mar do Norte            | |
| Países Baixos           | |
| Alemanha                | |
| Polónia                 | |
| Bielorrússia            | |
| Ucrânia                 | |
| Rússia                  | |
| Cazaquistão             | |
| Rússia                  | |
| Mongólia                | |
| Rússia                  | |
| China                   | |
| Rússia                  | Continente e ilha Sacalina |
| Mar de Okhotsk          | |
| Rússia                  | Península de Kamchatka |
| Oceano Pacífico         | |
| Estados Unidos          | Ilhas Kiska, Khvostof, Semisopochnoi, Adak e Grande Sitkin, Alasca                                                                             |
| Oceano Pacífico         | |
| Canadá                  | Ilha Kunghit, Colúmbia Britânica |
| Oceano Pacífico         | Estreito da Rainha Carlota |
| Canadá                  | Colúmbia Britânica - incluindo Ilha Hunter e Ilha King Alberta Saskatchewan Manitoba - incluindo o Lago Winnipegosis e o Lago Winnipeg Ontário |
| Baía de James           | |
| Canadá                  | Ilha Charlton, Nunavut |
| Baía de James           | |
| Canadá                  | Quebec Terra Nova e Labrador Quebec Fronteira Quebec / Terra Nova e Labrador                                                                   |
| Oceano Atlântico        | |
| Irlanda                 | |
| Canal de São Jorge      | |
| Reino Unido             | País de Gales Inglaterra |